# 30548 Markburchell
30548 Markburchell este o planetă minoră (asteroid), cu un diametru de 4,215 km, din centura de asteroizi. A fost descoperită pe 16 iulie 2001 la Stația Anderson Mesa de Lowell Observatory Near-Earth-Object Search. 
Obiectul prezintă o orbită caracterizată de o semiaxă mare de 2,9210919 UAi, o excentricitate de 0,1, o înclinație de 7,08998 ° în raport cu ecliptica.